# Кохно, Виктор Алексеевич
Виктор Алексеевич Кохно (25 октября 1935, Долгопрудный, СССР — 20 ноября 2009, Москва) — советский эстрадный певец (лирический тенор), популярный в 1960-е годы.

## Биография
Родился в простой многодетной семье, не имеющей отношения к эстрадному искусству. В 1959 году начал выступать на эстраде в дуэте с однокурсником Иосифом Кобзоном. Окончил вокальный факультет Государственного музыкально-педагогического института имени Гнесиных. С 1962 года был солистом Москонцерта. Имел известность в 1960-е годы как исполнитель советской эстрадной песни.

Похоронен на Долгопрудненском кладбище рядом с братьями.

## Избранные песни
- «Геологи» (музыка А. Н. Пахмутовой — слова сл. С. Т. Гребенникова и Н. Н. Добронравова)
- «За счастье России»
- «Капель»
- «Красная гвоздика» (музыка А. И. Островского — слова Л. И. Ошанина)
- «Мальчишки» (музыка А. И. Островского — слова И. Д. Шаферана)
- «Моряк сошел на берег»
- «На то нам юность дана» (музыка А. И. Островского — слова О. Я. Фадеевой)
- «Прощайте, голуби» (музыка М. Г. Фрадкина — слова М. Л. Матусовского)
- «Товарищ Куба»

## Дискография
И. Кобзон, В. Кохно — А У Нас Во Дворе Есть Девчонка Одна / Мальчишки (1962)	

Иосиф Кобзон И Виктор Кохно — Бирюсинка / Солдатское Раздумье (1963) 

Виктор Кохно И Иосиф Кобзон / Георгий Дударев — Под Волною / Песня О Волгограде (1963) 

Сольной пластинки нет.

## Семья
- Жена — Наталья Суровегина (1938-2018), актриса.
  - Сын Андрей (1972-2022)
    - трое внуков